# نيفيلين
نيفيلين، ويسمى ايضاً نيفليت (من اليونانية: νεφέλη، أي «السحابة»)، هو من أنواع الأحجار الكريمة وهو أكثر أشباه الفلسبارات شيوعاً إلى حد كبير. ويوجد في الكثير من الصخور النارية الضعيفة بالسيليكا والغنية بالقلويات. يكون النيفيلين مكوناُ رئيسياً لبعض الصخور بحيث تسمى وفقاً لذلك، مثل سيانيت النيفيلين ومونزونيت النيفيلين نيفيلينيت.
ويتعرف على هذه الصخور بوجود كمية الفلسبارات المتنوعة التي تحتوي عليها.

## التواجد
ومع أن البلورات توجد في كتل في الصخور حول العالم، فإن أكثر أماكن تواجدها الملحوظة هي الصخور الجوفية في بانكروفت في أونتاريو، كندا، وكاريلسكايا (كاريليا) أو كاريلسكايا (شبه جزيرة كولا) في روسيا، وفي تجاويف في قطع الحجر الجيري التي لفظها جبل فيزوف في مونتي سوما في إيطاليا، وأستراليا والبرازيل وولاية نيومكسيكو.

## الفوائد
عدا ان النيفيلين يعد أحد الأحجار الكريمة إلا أنه كان يُستخدم كمصدر أوّلي لمواد السيليكا والألومينا لصناعات الزجاج والخزف.
ويمكن كذلك تركيب النيفيلين على هيئة معدن مرتفع الحرارة يُسمى كَرنيجيت (carnegieite).

## الشكل والصفات
على الأغلب تكون البلورات المميزة السداسية الجانب نادرة، واللون أبيض مصفر إلى رمادي مع بريق شحمي إلى كامد والصلادة هي 5,5- 6. انفصام ضعيف ومخدش ابيض والمكسر محّاري إلى غير مستوٍ ,الثقل النوعي : 2,6.